# Sony
Pour les articles homonymes, voir Sony (homonymie).
Sony Group Corporation (ソニーグループ株式会社, Sonī Gurūpu Kabushiki gaisha) est une entreprise multinationale japonaise basée dans l'arrondissement de Minato à Tokyo. Elle est active dans différents domaines tels que l'électronique, la téléphonie, l'informatique, le jeu vidéo, la musique, le cinéma et l'audiovisuel en général.
Sony Corporate comprend plus de cent sociétés à travers le monde, dont Sony France SA, Sony Corporation of America, Sony Music Entertainment, Sony Pictures Entertainment, Sony Interactive Entertainment et est présent dans 183 pays (voir les entreprises de Sony Corporation).
Le groupe annonce le 19 mai 2020 se renommer pour la date du 1er avril 2021 en « Sony Group » (ソニーグループ) au cours d'une restructuration complète, la division électronique gardera quant à elle le nom "Sony".

## Histoire

### Origine
La société a été créée le 7 mai 1946 sous le nom de Tōkyō Tsūshin Kōgyō (東京通信工業, TTK) par Masaru Ibuka, ingénieur, et Akio Morita, physicien, embauchant une vingtaine de personnes dans une société qui réparait des équipements électroniques et qui tentait de créer ses propres produits.
Le nom Sony apparaît sur les produits dès 1955, mais la compagnie change de nom seulement en janvier 1958. Il provient du latin sonus qui signifie son, et de l'expression anglaise alors en vogue au Japon sonny boy, qui désigne une jeune personne à l'esprit libre et novateur.
En 1954, la société commence à se développer vraiment : à cette date, elle obtient une licence pour la fabrication de transistors, composant électronique de base par excellence. Ainsi, les premiers transistors japonais sortent des usines de Sony cette année-là, 6 ans après leur invention aux États-Unis. L'année suivante, Sony commercialise le premier récepteur radio entièrement à base de transistors.
Parmi les innovations importantes apportées par Sony, citons la cassette vidéo couleur en 1971, le magnétoscope Betamax en 1975, le Walkman en 1979, la disquette 3,5 pouces en 1984, un appareil photo électronique en 1981 Sony Mavica, le disque compact en association avec Philips en 1982, le premier caméscope grand public en 1983, la vidéo 8 mm en 1988, le premier numériscope en 1985, la PlayStation en 1994, ou encore le disque Blu-ray en 2006.
En ce qui concerne les contenus, en 1987, Sony rachète CBS qui devient en 1991 Sony Music Entertainment, et en 1989 Columbia Pictures via Sony Pictures Entertainment.
Sony est une société internationale. Akio Morita a estimé dès le départ que sa société devait considérer le monde entier comme marché et non se limiter au Japon. Il insista pour que le nom Sony apparaisse clairement sur tous les produits de la société.

### Sony Corporation dans les années 2000
En 2004, le chiffre d'affaires pour l'ensemble des sociétés et filiales de Sony Corporation à travers le monde s'élève à près de 69 milliards d'euros. La part de Sony dans le marché mondial de l'électronique grand public a été estimée en 2004 à plus de 14 % (devant Panasonic, Hitachi et Philips). En avril 2004, Sony et Samsung créent une coentreprise de fabrication de dalle LCD en Corée baptisée S-LCD.
Sony fabrique aussi des semi-conducteurs, mais uniquement pour ses propres filiales. En 2005, Sony pointe ainsi à la 13e place des vingt plus grands fabricants de semi-conducteurs.
Le 7 mars 2005, l'Américain d'origine anglaise Howard Stringer est nommé président de Sony Corporation après la démission de Nobuyuki Idei (ja),. Le siège social se trouve à Tokyo au Japon. La société compte 158 500 salariés dans le monde au 31 mars 2006.
En mai 2008, Sony a annoncé un profit net record de près de 2,4 milliards d'euros à la suite d'une année 2007 marquée par les belles performances de ses produits phares (CyberShot, Bravia, PlayStation, etc.) mais aussi la vente des chaînes de productions à Nagasaki de processeurs Cell et RSX à Toshiba et la cession du Sony Center de Berlin. Le 9 décembre 2008, Sony Corporation annonce une vague de licenciements touchant 8 000 employés d'ici l'année 2010, ainsi que la réduction de 30 % des investissements en recherche et développement pour faire face à la crise économique et à la chute des ventes notamment dans le secteur des écrans LCD.
Durant l'année 2009, Sony cherche à se relancer : l'entreprise continue notamment son plan de restructuration en créant le Consumer, Professional & Devices Group, qui regroupe les activités image et son, et le Networked Products & Services Group qui rassemble les branches jeux vidéo, informatique et services en ligne de Sony. En décembre 2009, Sony prend une part de 7 % dans la filiale Sharp Display Product qui gère l'usine de fabrication de dalles LCD de dixième génération de Sharp à Sakai, part qui doit passer à 34 % en avril 2011. Ce nouvel investissement n'a cependant jamais eu lieu, et en mai 2012, Sony annonce se désengager totalement de cette filiale.
L'an 2010 fut aussi une année charnière pour les différentes divisions du groupe ; la 3D « relief » fait une entrée massive dans le catalogue des produits grand public de la marque (Bravia, PS3, etc.), des accords sont passés avec Google pour intégrer Android à divers systèmes (smartphone Xperia, Google TV…), annonce du rachat à Toshiba de l'usine de semi-conducteur de Nagasaki, pour doubler ses capacités de production de capteurs photos, et Sony Computer Entertainment redevient rentable grâce à la baisse des coûts de fabrications des consoles PlayStation.
Entre 2010 et 2014, la division électronique de Sony perd de l’argent.
L'année 2011 est l'occasion pour Sony d'élargir sa plateforme PlayStation Network, déjà bien implanté auprès du grand public, en lançant le service Qriocity, destiné aux divers produits de la marque, et notamment aux futures tablettes Android. Cette même année, le « PSN » est mis hors ligne par des attaques DDoS ainsi que l'attaque menée par Lulzsec durant près d'un mois. Sony découvre des failles exposant les données personnelles des utilisateurs. Les utilisateurs découvrent aussi les manigances de Sony réalisées à l'aide du PSN (comme la récupération automatique de données personnelles). Le service, après sécurisation, reprendra partiellement le 15 mai. L'entreprise japonaise doit aussi faire face au tremblement de terre du 11 mars 2011, à l'incendie d'une de ses plateformes logistiques en périphérie de Londres, lors des émeutes d'août, ainsi qu'aux inondations en Thaïlande paralysant ses sites de productions d'appareils photo. Par ailleurs, le groupe annonce une restructuration de sa branche télévision, faisant suite à des ventes en baisse.
Le 31 août 2011, Sony annonce un accord avec Hitachi, Toshiba et INCJ portant sur la mutualisation des moyens de productions de dalles LCD de petites et moyennes tailles sous la forme d'une nouvelle entreprise appelée Japan Display. Le groupe annonce, le 27 octobre, le rachat des parts du suédois Ericsson dans leur coentreprise Sony Ericsson. Le 26 décembre, Samsung Electronics annonce qu'elle rachète les parts de Sony dans leur coentreprise de fabrication de dalle LCD S-LCD pour 1 008 milliards de wons (671 millions d'euros). Fin juin 2012, Sony et Panasonic annoncent qu'ils développent désormais ensemble leurs techniques de façonnage des écrans OLED (diode électroluminescente organique).
Fin mars 2012, Sony annonce d'importantes pertes et une éventuelle restructuration. La direction décide de se concentrer sur les secteurs qui rapportent.
Le 2 juillet 2012, Sony annonce le rachat du service de jeu à la demande Gaikai pour un montant de 380 millions de dollars (environ 301 millions d'euros).
En mars 2013, Sony vend sa participation (de 13,14 %) dans DeNA pour 438 millions de dollars.
En novembre 2013, Sony sort la PlayStation 4, sa nouvelle console de salon. Dès sa sortie, les ventes sont très importantes et en sachant qu'elle rapporterait 18 $ par unité aux États-Unis (coût de production d'environ 381 $ pour un prix de vente de 399 $), Sony espère redresser la barre sur le plan financier de sa division responsable des jeux vidéo (rentabilité de 18 dollars établie par une étude du cabinet IHS dévoilé le 20 novembre 2013).
Le 5 février 2014, le Nihon Keizai Shinbun annonce que Sony va céder ses activités japonaises d'ordinateurs (marque Vaio) au fonds Japan Industrial Partners pour 40 à 50 milliards de yens (300 à 370 millions d'euros). Par ailleurs à la suite de cette cession le groupe prévoit de réduire ses effectifs de 5 000 employés dont 3 500 à l'étranger. Japan Industrial Partners va créer pour cela le 1er juillet une nouvelle entreprise baptisée Vaio Corporation dont Sony sera actionnaire à hauteur de 5 %.
En octobre 2015, Sony annonce son intention de scinder ses activités dans les capteurs électroniques dans le but de donner plus d'autonomie et de visibilité à ces activités. Le même mois, Toshiba vend ses activités dans les capteurs d'images à Sony pour 165 millions de dollars. En janvier 2016, Sony acquiert l'entreprise israélienne Altair Semiconductor pour 212 millions de dollars. En mars 2016, Sony acquiert les 50 % qu'il ne détenait pas dans Sony/ATV Music Publishing pour 750 millions de dollars, société gérant les droits notamment des Beatles, de Taylor Swift ou d'Elvis Presley. En juillet 2016, Murata Manufacturing acquiert Sony Energy Devices, filiale de Sony produisant des batteries pour appareils mobiles.
En mai 2018, Sony annonce l'acquisition d'une participation de 60 % dans EMI pour 2,3 milliards de dollars, faisant monter sa participation de 30 à 90 %.

## Domaines de production

### Audio-vidéo-photo

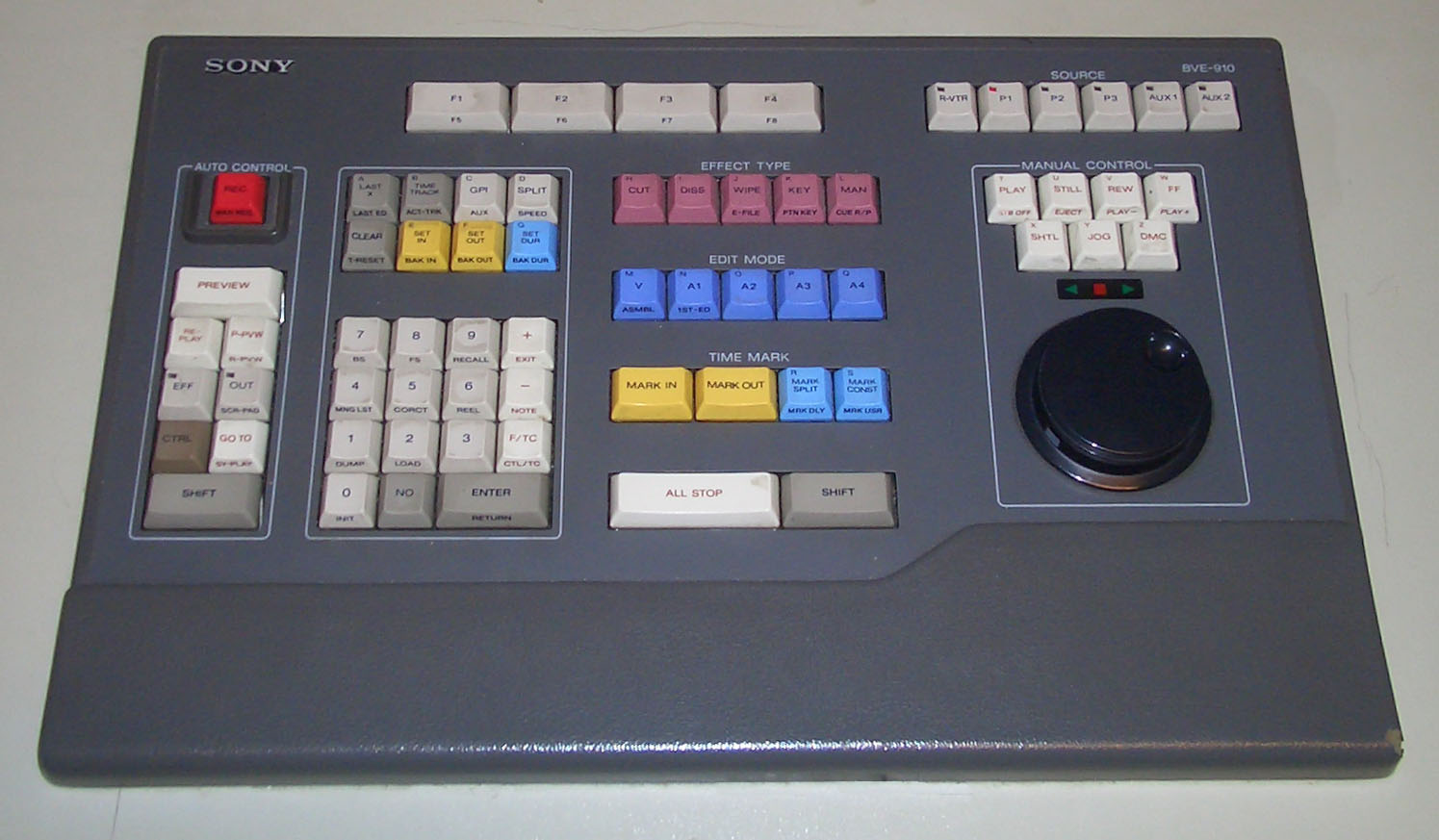
Console d'édition vidéo Sony BVE-910

- Téléviseurs : TFT, LCD, OLED et écrans 3D, commercialisés dans la gamme Bravia. Anciennement CRT (Trinitron), Wega, téléviseurs portables (Watchman) Plasma.
- Chaînes HiFi[43], lecteurs CD, lecteurs MD (1992-2013), baladeurs Walkman, lecteurs CD-I portables[44] (début des années 1990), lecteurs DVD, lecteurs SACD, lecteurs Blu-ray Disc, home cinema, barre de son, projecteurs, et platines vinyles[45].
- Caméscopes grand public série Handycam (Hi8, DV, HDV, HD).
- Appareil photo numérique : séries Mavica, Cyber-shot et RX pour les compacts et les bridges, Alpha pour les reflex et les hybrides.
- Service de VOD et de streaming musical nommé Qriocity.
- Équipements professionnels pour la production et la post-production musique, cinéma et audiovisuel Sony Broadcast.
  - Département son : PCM DAT, Systèmes à tête fixe : DASH 3324, 3348 et 3402 (stéréo).
  - Département image (caméras et caméra HD, caméscopes, mélangeurs, moniteurs, magnétoscopes…).
- Équipements professionnels pour la projection en cinéma numérique.
- Caméras numériques pour le cinéma CineAlta.

### Support de stockage
- Gamme Vidéo Professionnel : U-matic, 1"C, Betacam, Betacam SP, Betacam SX, Betacam numérique, IMX, HDV, XDCAM, XDCAM HD, HDCam, HDCam SR

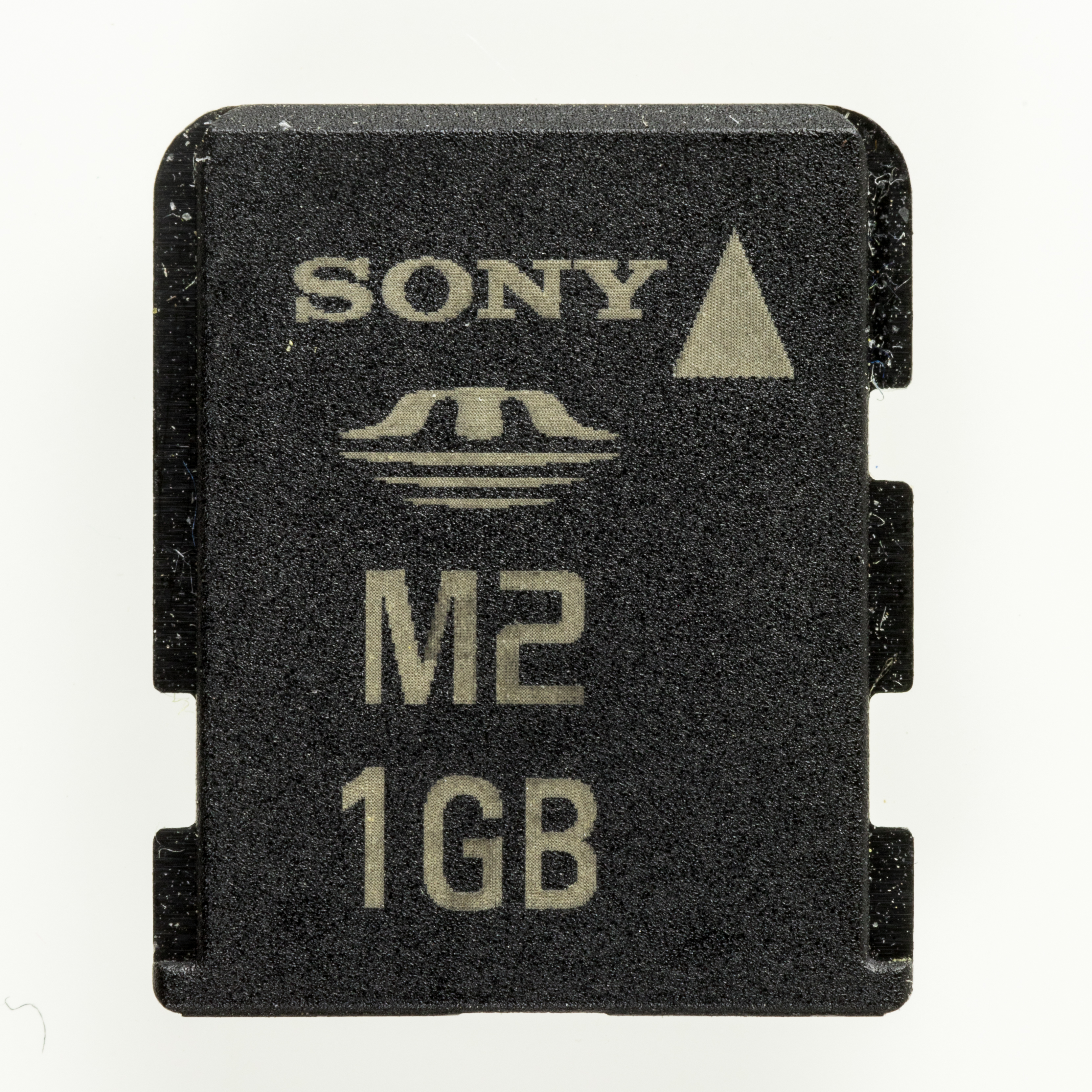
Memory Stick Micro de 1 Go

- Gamme vidéo grand public : Betamax, Hi8, DV, HDV
- Digital Audio Tape (DAT) (coïnventeur du R-DAT, lecteur à têtes rotatives, avec Matsushita)

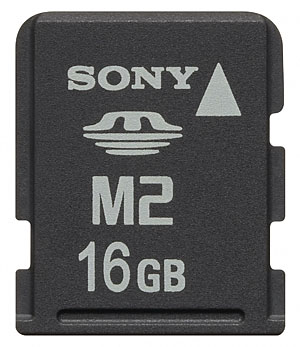
Memory Stick Micro M2 16 Go

- Disquette (à l'origine du format 3½ pouces)
- Compact Disc (CD) (inventeur en association avec Philips)Carte mémoire Playstation Vita.

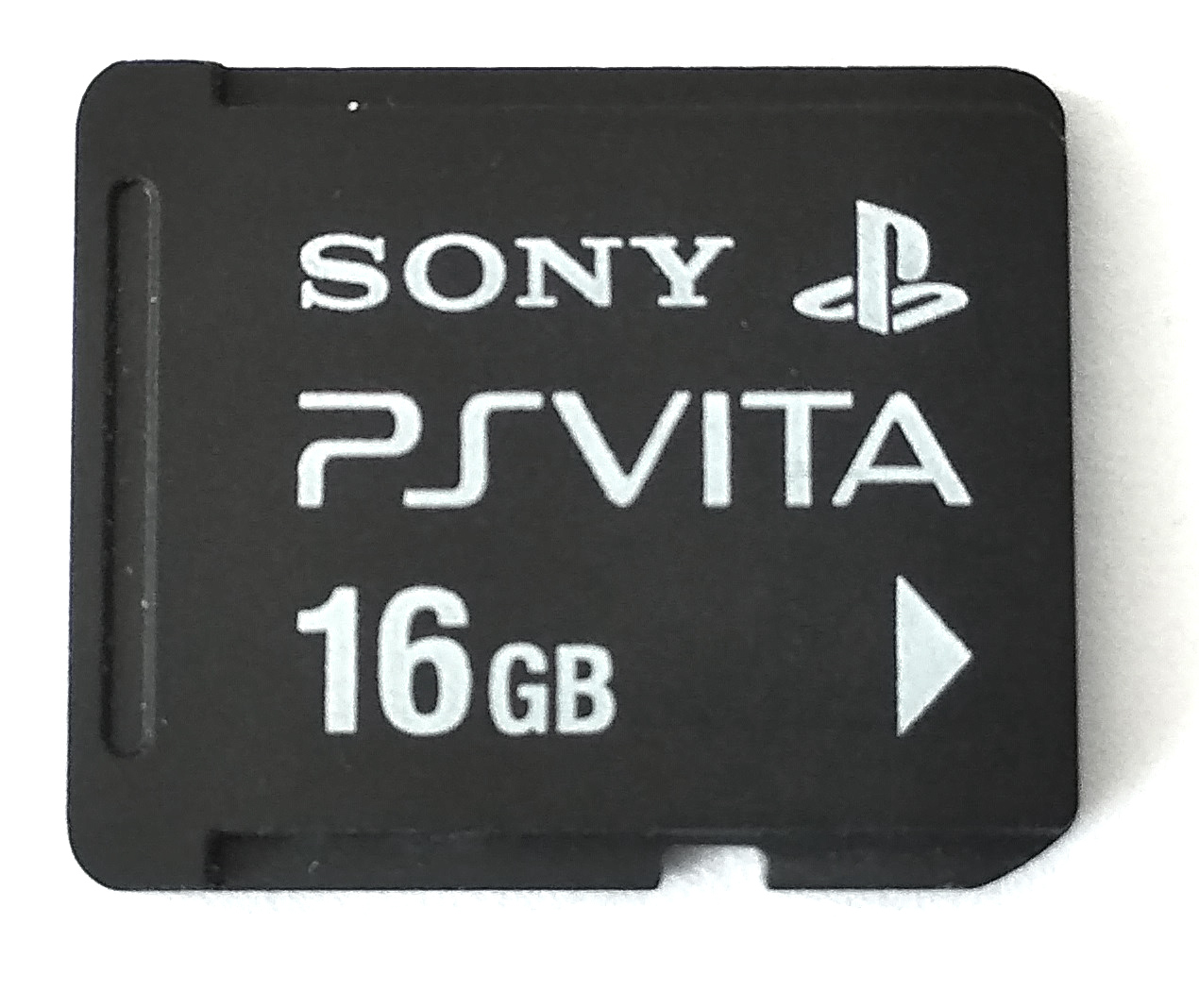
Carte mémoire Playstation Vita.

- MiniDisc (MD) (inventeur, 1992-2013)
- Digital Versatile Disc (DVD) (12 cm et 8 cm)
- Memory Stick (MS) (inventeur)
- Blu-ray Disc (BD) (principal instigateur du Blu-ray avec Matsushita)
- Universal Media Disc (UMD) (inventeur)
- Clé USB (à mémoire flash ou mini disque dur)
- Carte SD et micro SD

### Informatique
- Standard MSX (1983-1995)

Logo VAIO

- Ordinateurs portables : VAIO (introduit en 1996 et cédé à Japan Industrial Partners en 2014)
- Tablettes tactiles : la gamme Xperia Tablet.
- Liseuses avec la série des Sony Reader (PRS-300, PRS-500, PRS-505, PRS-600, PRS-900, PRS-650 et PRS-T1).
- Assistants personnels : Clié (secteur abandonné)

### Téléphonie

Logo de Sony Ericsson.

- Téléphones mobiles, smartphones : Sony possédait une filiale avec Ericsson, Sony Ericsson, créée en 2001. En 2011, Sony a racheté les parts détenues par Ericsson et a rebaptisée l'entreprise Sony Mobile Communications. Depuis 2012 et la sortie du Xperia S, les téléphones sont vendus sous la seule marque Sony.
- Smartwatch, montres connectées compatibles Android.

### Jeux vidéo

Logo de Sony Computer Entertainment

Sony se lance pour la première dans la conception d'une console de jeu, c'est alors qu'en décembre 1994 sort la Playstation, une console de jeux vidéo de la cinquième génération. La PlayStation originale fut la première machine de la gamme PlayStation, déclinée ensuite en PSone (une version plus petite et plus légère que l'originale).
La Playstation 1 devient la console de jeu vidéo la plus achetée dans le monde de son temps, le 1er janvier 1997, 12 millions de PlayStation se sont écoulées à travers le globe contre 7 millions de Saturn, sa principale concurrente de l'époque avec la Nintendo 64. La Playstation a permis de lancer des jeux vidéo cultes qui existent encore actuellement comme Silent Hill, Rayman, Grand Theft Auto, Resident Evil, Gran Turismo, Driver, Crash Bandicoot, Metal Gear Solid, Tomb Raider.
Consoles de jeux vidéo de Sony Interactive Entertainment :
- PlayStation (1994 - 2006)
- PlayStation 2 (2000 - 2013)
- PSX (2003-2005)
- PlayStation Portable (2004 - 2014)
- PlayStation 3 (2006 - 2017)
- PlayStation Vita (2011 - 2019)
- PlayStation 4 (2013-2023)
- PlayStation 5 (novembre 2020)

Sony possède également des studios d'édition de jeux vidéo comme Unties ou Sony Marketing où des jeux sont publiés sur des consoles PlayStation, mais aussi sur d'autres plateformes comme Steam ou la Nintendo Switch.
À l'approche de la sortie de la PS5, Sony propose une application qui permettra aux utilisateurs de contrôler leur console à distance.

### Robots
- Aibo
- Qrio

Le 26 janvier 2006, Sony annonce en même temps que ses résultats financiers, l'abandon de tout développement concernant ses robots Aibo et Qrio pour se recentrer sur des segments plus rentables.

### Productions audiovisuelles
Sony est le cinquième plus grand conglomérat de médias américain avec 77,20 milliards de dollars[réf. nécessaire]

#### Sony Pictures

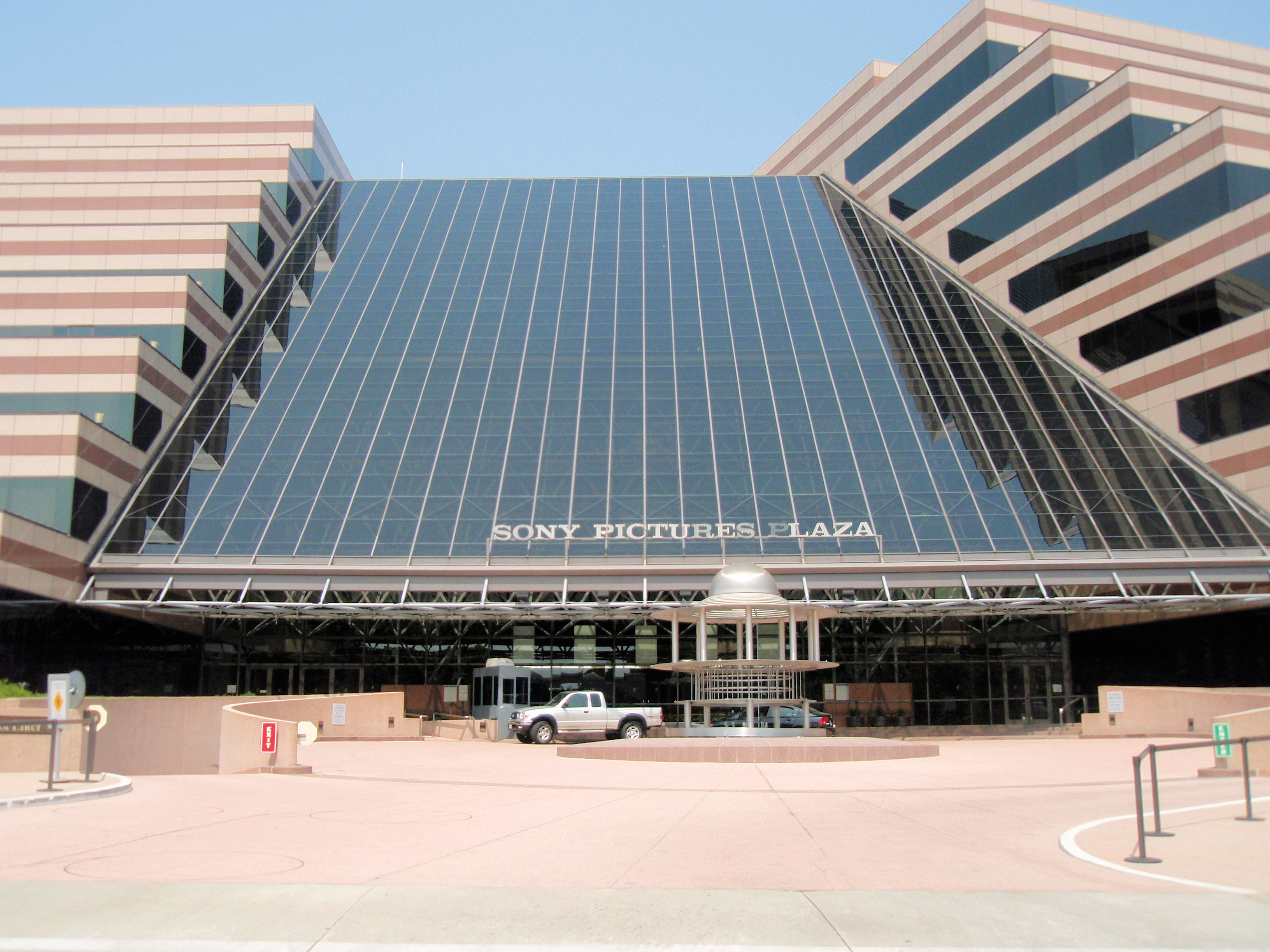
Sony Pictures Plaza

- Columbia TriStar Motion Picture Group
  - Columbia Pictures
  - Sony Pictures Classics
  - Screen Gems
  - Tri-Star Entertainment
- Columbia Tristar Home Entertainment
- Sony Pictures Television Group
  - Sony Pictures Television
  - Sony Music Animation, filiale créée en 2009 ayant comme principal objectif la recherche de nouveaux talents, dirigée par Thomas Bernard.
  - Sony Pictures Television International
- Sony Pictures Consumer Products
- Sony Pictures Digita
  - Sony Pictures Imageworks
  - Sony Pictures Animation

- - Sony Online Entertainment
  - Sony Pictures Digital Networks
    - SPiN
    - APG
    - Wireless Services Group
    - SoapCity
    - Screenblast
- Digital Studios Division
  - Sony Pictures Studios Post Production Facilities
  - DVD Authoring Center
  - Worldwide Product Fulfillment
- Sony Pictures Studios
- Game Show Network (participation)

### Automobile
Le 7 janvier 2020, Sony présente la Sony Vision-S un concept car de voiture 100 % électrique au Consumer Electronics Show (CES). Il est conçu en collaboration avec les fabricants de composants Magna International.
En juillet 2020, Sony annonce le retour du concept Vision-S à Tokyo pour tester et améliorer ses capteurs et l'audio, ainsi que poursuivre son développement pour des essais routiers sur route,.
Le 3 janvier 2022, Sony présente la Sony Vision-S 02 un concept car de SUV 100 % électrique au Consumer Electronics Show (CES).

## Actionnaires
Liste des principaux actionnaires au 29 août 2023 :
| Nomura Asset Management              | 4,36% |
| The Vanguard Group                   | 3,43% |
| SONY GROUP CORPORATION               | 2,1%  |
| Daiwa Asset Management Co. Ltd.      | 2,05% |
| Norges Bank Investment Management    | 1,83% |
| GIC Pte Ltd. (Investment Management) | 1,44% |
| Fidelity Management & Research       | 0,89% |
| Capital Research & Management        | 0,85% |
| Geode Capital Management LLC         | 0,62% |
| BlackRock Investment Management      | 0,55% |

## Sites

### Sony en Europe

#### Sony en France
Sony possédait deux usines en France.
L'usine de Pontonx-sur-l'Adour dans les Landes, inaugurée le 26 septembre 1984, comptait 330 employés en 2008. Spécialisée dans la fabrication de cassettes et bandes magnétiques, elle est fermée en 2009.
L'usine de Ribeauvillé en Alsace a été construite en 1986 et a compté jusqu'à 1600 salariés dans les années 1990. Elle produisait lecteurs CD, autoradios, magnétoscopes, ordinateurs portables et téléphones mobiles. Après plusieurs plans sociaux l'usine compte désormais moins de 400 salariés et a été vendue au groupe Cordon Electronics en 2014. Elle est depuis spécialisée dans les activités de service après-vente des produits Sony, la production de sous-ensembles électroniques et l'ingénierie.

#### Sony en Allemagne
L'usine Wega (entreprise) (de) Fellbach qui produisait des téléviseurs a fermé en 1999.

#### Sony en Grande-Bretagne
L'usine Sony UK Technology Centre à Pencoed (Bridgend) fabrique des caméscopes professionnels ainsi que des ordinateurs Raspberry Pi. Il s'agit de la dernière usine appartenant à Sony en Europe.

#### Sony en Espagne
L'usine Sony de Valdecavalls qui produisait des téléviseurs a été vendue en 2010 à l'équipementier automobile Ficosa.

#### Sony en Hongrie
L'usine de Gödöllö qui produisait des lecteurs DVD et Blu-Ray a fermé en 2010. La production a été transférée en Malaisie.

#### Sony en Slovaquie
L'usine Sony de Nitra qui fabrique des téléviseurs a été revendue en 2010 à Foxconn. Elle continue de fournir Sony en téléviseurs dans le cadre d'un contrat de sous-traitance.

### Sony en Asie

#### Sony au Japon
Sony possède plusieurs usines au Japon, (liste non exhaustive) :
Usines Sony Semiconductor Corporation :
- Kagoshima TEC
- Kumamoto TEC
- Nagasaki TEC

Usines Sony Global Manufacturing & Operations Corporation :
- Tokai TEC - Site d'Inazawa
- Tokai TEC - Site de Kosai : site spécialisé dans la production de matériel vidéo professionnel
- Tokai TEC - Site de Kohda : site spécialisé dans la production d'objectfis photo et d'appareils photo
- Tokai TEC - Site de Minokamo : produisait des objectifs ainsi que des téléphones portables, fermé en 2013[63],[64]
- Kisarazu TEC - Site de Kisarazu : assemble des Playstation 4 avec un haut niveau d'automatisation depuis 2018[65]

Autres usines :
- Usine Sony Chemicals & Information Device Corporation de Kanuma
- Usine Sony Energy Devices Corporation de Tochigi
- Usine Sony Energy Devices Corporation de Koriyama

#### Sony en Chine
Sony possède de nombreuses usines en Chine et fait également appel à des sous-traitants dans ce pays.

#### Sony en Thaïlande
Sony possède une usine d'assemblage d'appareils photo reflex et bridge à Chonburi.

#### Sony en Malaisie
Sony possède une usine à Bandar baru bangi près de Kuala Lumpur.

### Sony en Amérique du Nord

#### Sony aux États-Unis
L'usine de East Huntingdon (Pennsylvanie) produisait des téléviseurs LCD a fermé en 2009. Il s'agissait de la dernière usine de téléviseurs aux États-Unis.

## Communication

### Activité de lobbying auprès de l'Assemblée nationale en France
Sony France est inscrit comme représentant d'intérêts auprès de l'Assemblée nationale. L'entreprise déclare à ce titre qu'en 2015, les coûts annuels liés aux activités directes de représentation d'intérêts auprès du Parlement sont inférieurs à 10 000 euros.

### Auprès des institutions de l'Union européenne
Sony Europe est inscrit depuis 2008 au registre de transparence des représentants d'intérêts auprès de la Commission européenne. Il déclare en 2015 pour cette activité 3 collaborateurs à temps plein et des dépenses d'un montant compris entre 600 000 et 700 000 euros.